# At the Altar
At the Altar é um filme mudo dramático estadunidense em curta metragem, escrito e dirigido por D. W. Griffith em 1909. As partes do filme que ainda existem encontram-se no arquivo da Livraria do Congresso dos Estados Unidos.

## Elenco
- Marion Leonard.... Minnie
- David Miles.... pai
- Anita Hendrie.... mãe
- Charles Inslee.... Grigo
- Herbert Yost.... Giuseppe Cassella
- Dorothy West.... amiga de Minnie
- Linda Arvidson
- Clara T. Bracy
- Kate Bruce
- John R. Cumpson.... convidado do jantar
- George Gebhardt.... convidado do jantar
- Charles Gorman
- D. W. Griffith
- Robert Harron.... homem na rua
- Arthur V. Johnson.... policial
- James Kirkwood
- Florence Lawrence.... mulher no casamento
- Charles Hill Mailes
- Herbert Prior.... padre
- Mack Sennett.... policial / convidado do jantar
- Harry Solter.... homem na rua